# Прондзево-Копачево
Прондзево-Копачево (пол. Prądzewo-Kopaczewo) — село в Польщі, у гміні Станіславув Мінського повіту Мазовецького воєводства.
Населення — 99 осіб (2011).
У 1975-1998 роках село належало до Седлецького воєводства.

## Демографія
Демографічна структура станом на 31 березня 2011 року:
|          | Загалом | Допрацездатний вік | Працездатний вік | Постпрацездатний вік |
| -------- | ------- | ------------------ | ---------------- | -------------------- |
| Чоловіки | 50      | 16                 | 28               | 6                    |
| Жінки    | 49      | 10                 | 30               | 9                    |
| Разом    | 99      | 26                 | 58               | 15                   |